# Bartosz Łosiak
Bartosz Łosiak (Jastrzębie-Zdrój, 14 de mayo de 1992) es un deportista polaco que compite en voleibol, en la modalidad de playa. Ganó una medalla de bronce en el Campeonato Mundial de Vóley Playa de 2023 y una medalla de bronce en el Campeonato Europeo de Vóley Playa de 2021.

## Palmarés internacional
| Campeonato Mundial | Campeonato Mundial | Campeonato Mundial | Campeonato Mundial |
| Año                | Lugar              | Medalla            | Pareja             |
| ------------------ | ------------------ | ------------------ | ------------------ |
| 2023               | Tlaxcala (México)  | Medalla de bronce  | Michał Bryl        |
| Campeonato Europeo |                    |                    |                    |
| Año                | Lugar              | Medalla            | Pareja             |
| 2021               | Viena (Austria)    | Medalla de bronce  | Piotr Kantor       |